# بلوط گاوی
بلوط گاوی (نام علمی: Allocasuarina luehmannii) نام یک گونه از تیره دم‌اسب‌درختیان است. این درخت بومی استرالیا می‌باشد. بلوط گاوی در برابر خشکسالی مقاوم است.